# Карликова домашня свиня

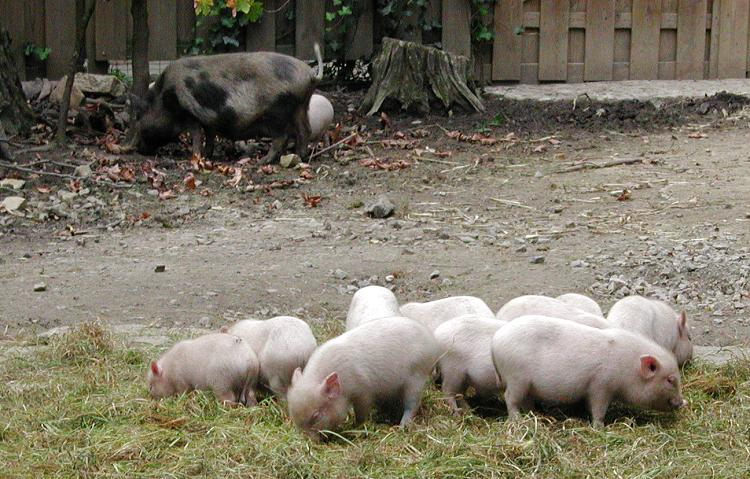
Поросята міні-пігів

Карликова домашня свиня або міні-піг використовується в лабораторних і медичних дослідженнях як декоративна домашня тварина. Дорослі до 70 см у холці, вага до 150 кг.

## Походження
Дану породу було виведено селекційним шляхом в середині ХХ століття німецькими вченними. Як батьківської пари використовувалися маленькі дикі кабани і в'єтнамські вислобрюхі свині. В'єтнамська порода приваблювала селекціонерів хорошим імунітетом, невеликими розмірами, високим інтелектом, нерозбірливістю в їжі і схильністю до чистоти.

## Особливості розвитку
Забарвлення міні-пігів різноманітне: чорні, руді, пісочні, мармурові, тигрові, змішані. Тривалість життя 10-15 років. У якості декоративної тварини утримуються в квартирі так само, як собаки і кішки, без обмеження простору. Вважаються розумними тваринами, легко піддаються дресируванню, навчаються командам, привчаються до лотка, практично не видають запаху. У дитинстві грайливі, але схильні до ожиріння, в зв'язку з чим рекомендується дієта і вигул.
Міні-Піги ростуть до 2 років, після цього вони починають товстіти і набирають вагу протягом усього життя. Середня вага дорослого стандартного міні-Піга - 40-80 кг, дрібного (мікро-Піги) - 10-30 кг, великого - 80-120 кг. Бувають поодинокі винятки - 5-10 кг, але вони не є породною ознакою, таку вагу і зріст міні-Піга так само визначає режим харчування і дієта.
Міні-Піги линяють і можуть викликати алергію. Міні-Піги виховуються під господаря і потребують дресирування, в іншому випадку вони будуть примхливі і можуть не ужитися з дітьми та людьми похилого віку, можуть проявляти агресію. Міні-Піги вимагають багато уваги перші місяці в сім'ї, їм треба пояснювати, що можна, а що не можна. Невихований міні-піг буде псувати меблі, але за допомогою зоопсихологов поведінка легко коригується.
Міні-Піги всеїдні, меню залежить від умов, в яких буде жити порося: квартира або заміський будинок, холодне приміщення або тепле, а також від того яким ви хочете бачити свого мініпіг: маленьким або великим, з великим прошарком сала або струнким.
Для підтримки гарної фізичної форми свинок необхідна дієта (не в сенсі мізерного обсягу їжі, що часто в цілях збереження дрібного розміру свинки призводить до дистрофії, облисіння, авітамінозу, а в сенсі якості та складу продуктів харчування). Протипоказані жирні, гострі, солодкі і солоні продукти, смажене і печене. Харчування міні-пігів має бути схоже з харчуванням маленьких дітей - здорова корисна їжа без солі, цукру, тваринних жирів і смаження на олії.

## Породи
Оскільки у міні-пігів немає чітких стандартів, умовно можна виділити наступні породи:
- в'єтнамська вислобрюха свиня. Прабатько карликових домашніх свиней. З цієї породи почалася селекція на зменшення розмірів тіла. Вага 45-100 кг. Порода популярна в основному в Америці. Найкраще містити в заміському будинку з ділянкою;
- геттінгенський мініпіг. Німецька селекційна. Досить молода порода, зовні схожа на в'єтнамських. Вага 70-90 кг;
- візенау. Компактна з квадратним корпусом, морда без складок, вага до 60 кг;
- бергштрессер кнірт (карапузик). Дрібна порода, популярна в Європі. Вага 20-30 кг;
- мінімаяліно. Відноситься до мікропігам. Селекційна порода. Занесена до книги рекордів Гіннесса як найбільш мініатюрна. Вага дорослих близько 12 кг. Найімовірніше, це був одиничний успішний випадок виведення такого карликового тваринного в Італії, який не отримав подальшого поширення. Оскільки такі крихітні міні-Піги досить хворобливі і практично не придатні для розмноження.